# Hjon Jong-čchol
Hjon Jong-čchol (korejsky 현영철, 11. ledna 1949, provincie Severní Hamgjong – 30. dubna 2015, Pchjongjang) byl od roku 2014 severokorejským ministrem obrany. Po obvinění z vlastizrady byl podle jihokorejské tajné služby veřejně popraven. Mělo se tak stát před několika stovkami lidí palbou z protiletadlové zbraně. Ministr se údajně znelíbil vůdci Severní Koreje Kim Čong-unovi poté, co usnul během vojenské přehlídky.

## Politické čistky režimu
Ve vládních a nejvyšších vojenských kruzích dochází v KLDR k čistkám pravidelně. Vůdce státu k nim přistupuje, když se cítí být ohrožen např. z důvodu neloajality nebo kritiky vůdcovy politiky. K čistkám pravidelně přistupoval zakladatel totalitní KLDR Kim Ir-sen, jeho syn a následovník Kim Čong-il a nyní i jeho vnuk, který převzal žezlo, Kim Čong-un. V roce 2015 bylo k dubnu údajně popraveno nejméně 16 činitelů včetně Hjon Jong-čchola, z nichž někteří kritizovali vůdcovu politiku. Předtím byl například za vlastizradu popraven velmi vysoce postavený Kim Čong-unův strýc Čang Song-tchek, který chtěl podle rozsudku provést státní převrat.